# Hong Rengan
 (octobre 2015).
Si vous disposez d'ouvrages ou d'articles de référence ou si vous connaissez des sites web de qualité traitant du thème abordé ici, merci de compléter l'article en donnant les références utiles à sa vérifiabilité et en les liant à la section « Notes et références ».
Hong Rengan (chinois : 洪仁玕; pinyin : Hóng Réngān ; 18 février 1822 - 23 novembre 1864) est un des principaux chefs de la Révolte des Taiping. Il était le cousin du chef spirituel et fondateur du mouvement, Hong Xiuquan.
Son rôle, sous le nom de Prince Gan (干王) ressemblait fort à celui d'un premier ministre. Son action est demeurée dans l'Histoire comme celui d'un réformateur hardi, bénéficiant d'une certaine popularité en Occident.

## Biographie
Hong Rengan avait côtoyé le missionnaire suédois Theodore Hamberg à Hong-Kong, où il avait dû fuir pour un temps.
Il avait plus tard rejoint les Taiping en 1859, à la demande de son cousin Hong Xiuquan. Il fut alors pour un temps l'âme de la révolte par l'audace et la modernité des réformes qu'il envisageait. Aussi bien le Kuomintang que le Parti Communiste Chinois ont salué ses idées, et il est parfois considéré comme le premier nationaliste chinois moderne. Il prônait en particulier la construction de chemins de fer, la recherche du soutien des Occidentaux, la création de banques. De croyance protestante, il ne partageait pas les idées bibliques de ses compagnons.
Il ne put malheureusement guère mettre en œuvre ses idées. Au contraire, après l'échec devant Shanghai en 1860, il se heurta violemment avec le prince des Taiping spécialiste des opérations militaires, Li Xiucheng. Leur désaccord se traduisit alors par un important échec pour reprendre le cours supérieur du Yangzi Jiang, ce qui affaiblit considérablement la situation militaire des Taiping.
Hong Rengan fut le seul des princes Taiping à demeurer fidèle à leur cause jusqu'au bout, et fut exécuté le 23 novembre 1864, peu après la chute de Nankin.